# Stelis villosa
Stelis villosa là một loài thực vật có hoa trong họ Lan. Loài này được (Knowles & Westc.) Pridgeon & M.W.Chase mô tả khoa học đầu tiên năm 2001.